# Щербаков Василь Петрович
Васи́ль Петро́вич Щербако́в (рос. Василий Петрович Щербаков) — генерал-майор, заступник начальника Завидовського державного науково-дослідного заповідника Міністерства оборони СРСР. Особистий єгер Л. І. Брежнєва.
Один з тринадцяти повних кавалерів ордена «За службу Батьківщині у Збройних Силах СРСР».

## Життєпис
Учасник Другої світової війни.
У повоєнний час пройшов шлях від старшого єгеря до заступника начальника Завидовського державного науково-дослідного заповідника Міністерства оборони СРСР.

## Військові звання
- 1971 рік — лейтенант адміністративної служби;
- 1972 рік — старший лейтенант;
- 1972 рік — капітан;
- 1973 рік — майор;
- 1976 рік — підполковник;
- 1978 рік — генерал-майор.

## Нагороди
Нагороджений сімома орденами, в тому числі: Червоної Зірки (1971), «За службу Батьківщині у Збройних Силах СРСР» трьох ступенів (1975, 1978, 1982) і медалями.